# 海卫四

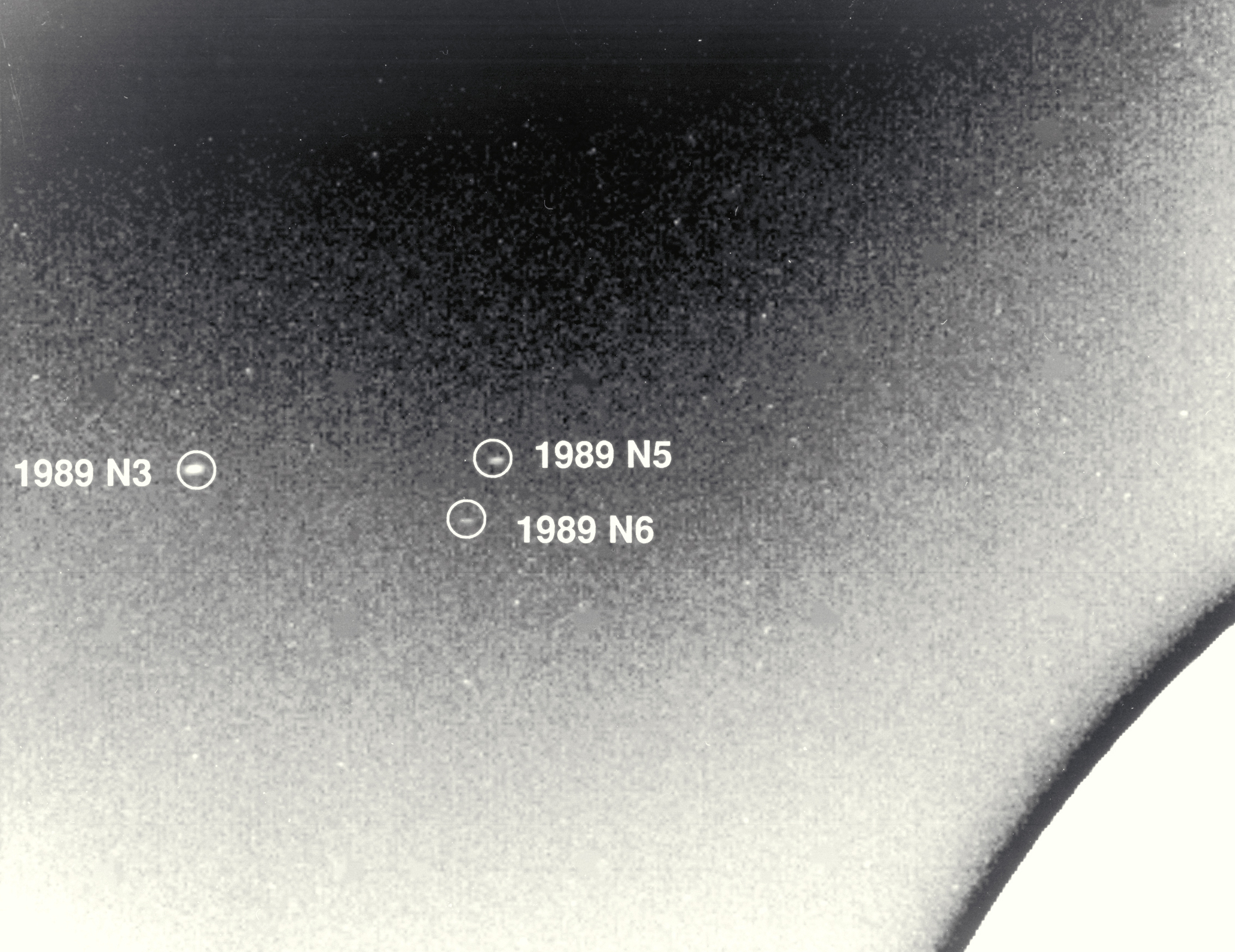
旅行者二號所拍攝的海衛四（1989 N5）、海衛三（1989 N6）與海衛五（1989 N3）

海卫四(S/1989 N 5, Thalassa)是环绕海王星运行的一颗卫星。
海卫四的英文名称 Thalassa 取自希腊神话中埃忒耳及赫墨拉的女兒塔拉萨。“Thalassa”在希腊语的意思也是解作“海洋”。
海卫四是旅行者2号于1989年发现的最后的一颗海王星卫星。就如海王星的其它卫星海卫三、海卫五和海卫六一樣，它們的外形都是不规则，而且並沒有任何地表活動的跡象。由於海卫四位於海王星的同步軌跡半徑以內，它正受到海王星的潮汐力量影響，並開始崩壞。將來海卫四可能會完全崩潰，成為海王星的光環之一，进入海卫五的轨道，又或墜落於海王星的表面永遠消失。

## 基本参数
- 公转轨道半徑：50,075 千米
- 卫星平均直径：82 千米
- 质量：3.7×1017千克
- 公转轨道周期：0.311 d (7 h 30 min)
- 公转轨道傾斜度：0.209°

图片：